# Letefoho (Same)
Letefoho ist ein osttimoresischer Suco im Verwaltungsamt Same (Gemeinde Manufahi).

## Geographie
Der Suco Letefoho liegt im Norden des Verwaltungsamts Same. Nördlich liegt der Suco Holarua, östlich, jenseits des Flusses Caraulun, der Suco Tutuluro, südlich die Sucos Babulo und Dai-Sua und westlich Rotuto und der zu Ainaro gehörende Suco Mauchiga (Verwaltungsamt Hatu-Builico). Im Zentrum von Letefoho entspringt der nach Osten fließende Ermerin, ein Nebenfluss des Carauluns.
Vor der Gebietsreform 2015 hatte Letefoho eine Fläche von 35,80 km². Nun sind es 34,48 km². Das Gebiet um den Moussamau, einem weiteren Nebenfluss des Carauluns, mit dem Ort Manufahi, wurde an den Suco Rotuto abgegeben, dafür erhielt Letefoho Gebiete an der Grenze zu Ainaro von Holarua. Außerdem gab es weitere kleinere Grenzbegradigungen.
Im Zentrum von Letefoho liegt die Gemeindehauptstadt Same, die mit ihren Vororten bis in den Nachbarsuco Babulo reicht. Zum Siedlungszentrum Same gehören in Letefoho die Ortsteile Ria-Lau (Rialau), Manico 1, Manico 2, Cotalala (Kotalala), Rai-Ubo (Raiubu) und Akadiruhun. Nordöstlich liegen die Dörfer Malus-Hun, Ailuli und Ladiqui (Ladique, Ladiki), nordwestlich Tomanamo und Cato Lada und im Westen des Sucos Sabou. Eine Überlandstraße führt von Same nach Maubisse im Norden und Betano im Süden. Eine Abzweigung führt nach Alas und Welaluhu im Osten. Im Suco befinden sich die Escola Primaria Ladique, die Escola Primaria Catolica São Arcanjo und vier weitere Grundschulen. Außerdem gibt es im Suco eine Vorschule, zwei Prä-Sekundärschulen, eine Polizeistation, einen Hubschrauberlandeplatz und eine medizinische Station im Westen. Am Ostrand der Stadt Same liegt der Berg Fatu Maromak.
Im Suco befinden sich die sieben Aldeias Ailuli, Cotalala, Ladiqui, Manico, Rai-Ubo, Ria-Lau und Tomonamo.

## Einwohner
Im Suco leben 7.218 Einwohner (2022), davon sind 3.766 Männer und 3.452 Frauen. 5.322 von ihnen wohnen in einer urbanen Umgebung, 1.896 im ländlichen Teil des Sucos. Im Suco gibt es 1.356 Haushalte. Über 90 % der Einwohner geben Tetum Prasa als ihre Muttersprache an. Fast 5 % sprechen Mambai und Minderheiten Lakalei, Kemak und Tetum Terik.

Einwohner der Aldeia Rai-Ubo
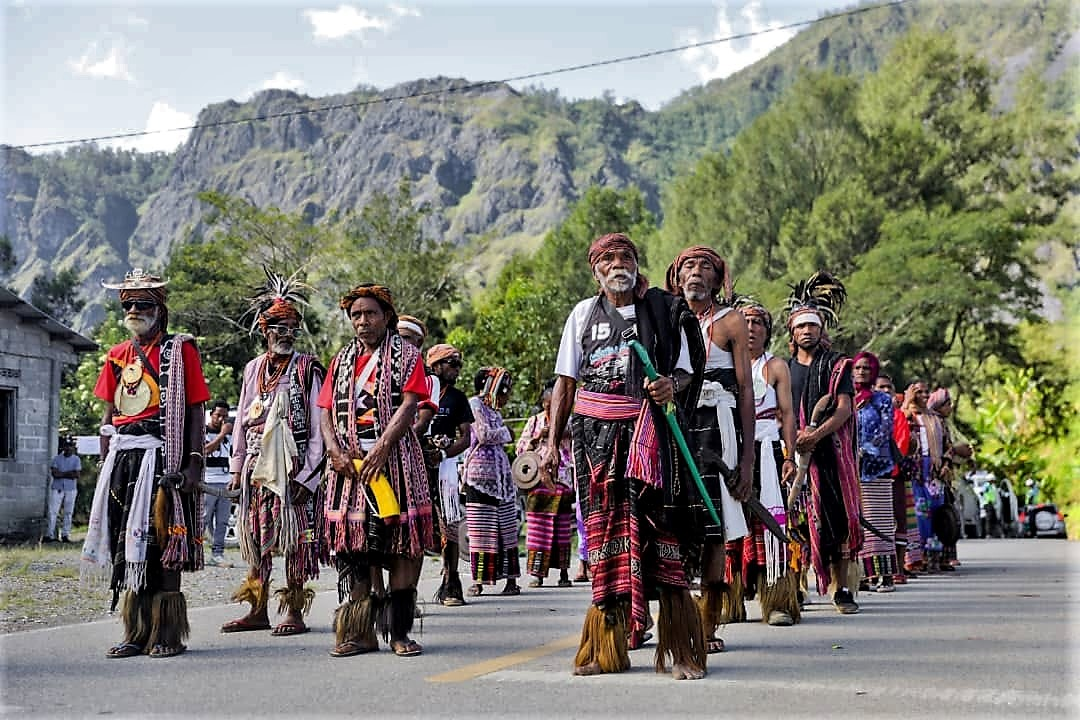
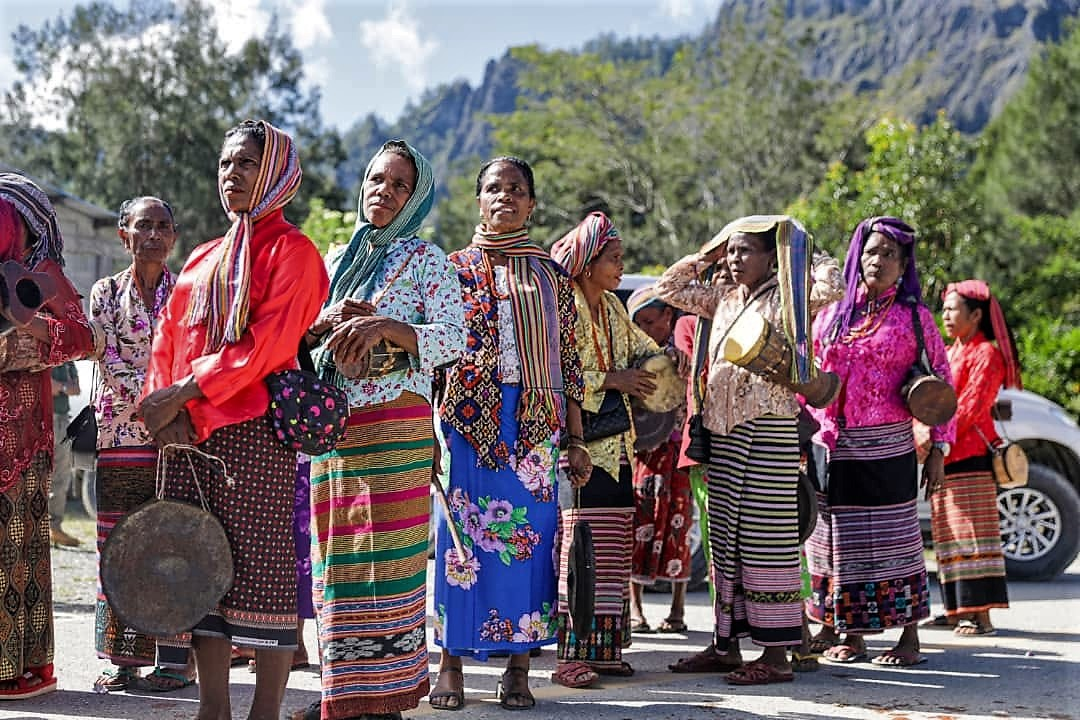

## Geschichte

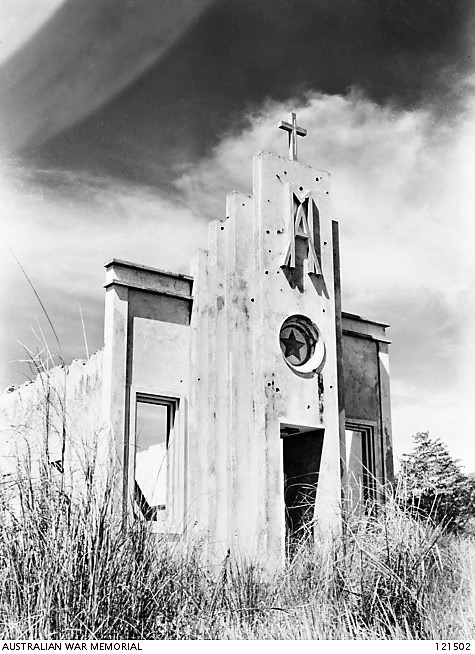
Die Ave-Maria-Kirche von Same im Jahr 1945. Ihre Ruinen stehen noch heute

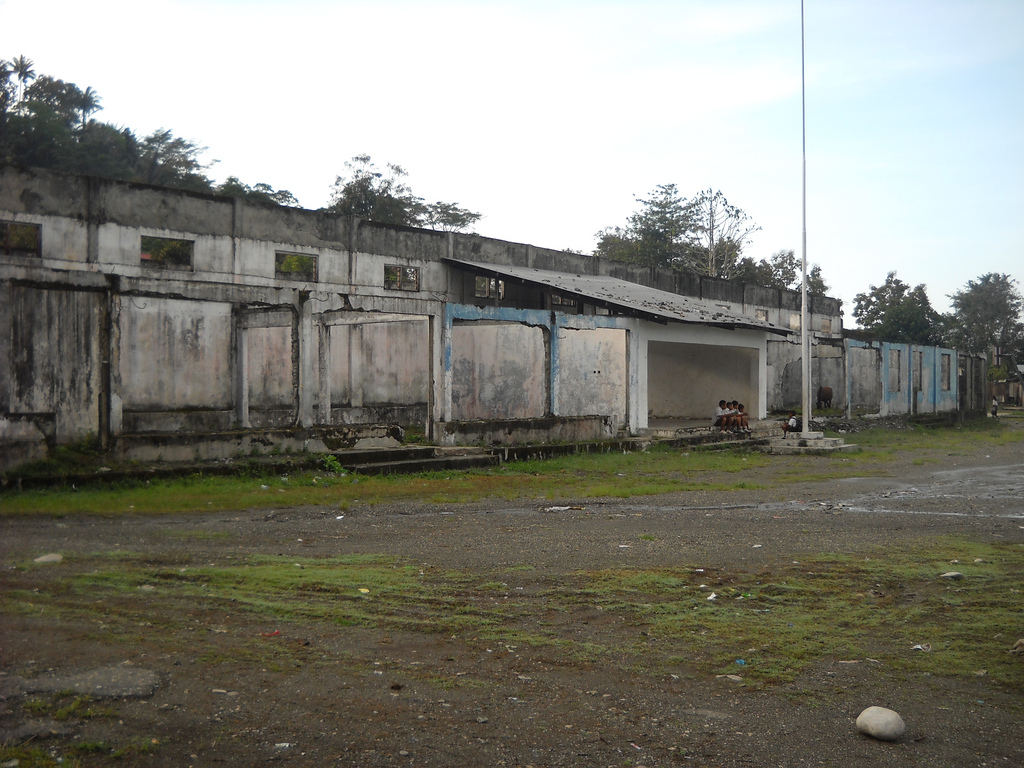
Der alte Markt von Same. Das Gebäude wurde von den indonesischen Armee zerstört und war 2010 noch nicht wieder aufgebaut

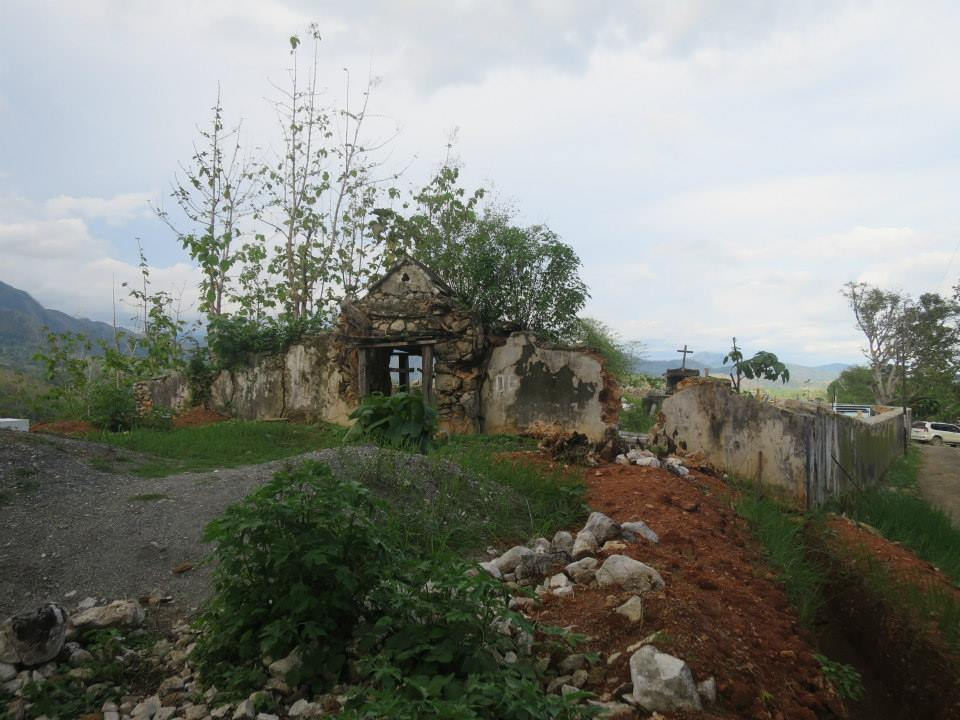
Friedhof von Same

Same war die Hauptstadt des Reiches von Manufahi, das bis 1912 den portugiesischen Kolonialherren Widerstand lieferte.
Während des Bürgerkrieges zwischen FRETILIN und UDT in den letzten Tagen der portugiesischen Kolonialherrschaft flohen am 11. August 1975 die meisten Einwohner von Letefoho aus ihren Häusern in die Berge. Sie fürchteten Verschleppungen durch die UDT, nachdem FRETILIN-Anhänger in Wedauberek (Verwaltungsamt Alas) getötet worden waren.
Ende 1979 gab es in der Stadt Same und einen weiteren Ort in Letefoho indonesische Lager für Osttimoresen, die zur besseren Kontrolle von den Besatzern umgesiedelt werden sollten.
1999 wurde die Stadt Same, während der indonesischen Operation Donner, nahezu komplett von pro-indonesischen Milizen zerstört.
Am 1. März 2007 wurde der flüchtige Rebellenführer Alfredo Reinado in Same zusammen mit 150 Mann von australischen ISF-Soldaten eingeschlossen. Etwa hundert Einwohner flohen aus den Ort. Am 4. März stürmte die australische Armee mit Unterstützung von Hubschraubern und gepanzerten Fahrzeugen den Ort. Fünf Rebellen starben dabei, während von den Australiern niemand verletzt wurde. Reinado gelang die Flucht, aber einige Rebellen konnten gefangen genommen werden.

## Politik
Bei den Wahlen von 2004/2005 wurde Agapito da Costa zum Chefe de Suco gewählt und 2009 und 2016 in seinem Amt bestätigt.

## Persönlichkeiten
- Angélica da Costa (* 1967), Politikerin
- Sancha Margarida Tilman (* 1978), Politikerin